# Taika De Koker
Taika De Koker est une joueuse de football belge née le 4 novembre 1994. Elle joue au poste de défenseur ou milieu de terrain au AA Gand Ladies.

## Biographie
Taika De Koker commence le football très jeune au Sporting Vilvoorde-Koningslo et KSKL Ternat. En 2008, elle est transférée au RSC Anderlecht, club avec lequel elle gagne la Coupe de Belgique en 2013. Elle rejoint le Standard de Liège en juin 2013. Après une saison dans le club liégeois où elle remporte le titre de championne de Belgique et dispute deux rencontres de Ligue des Champions, elle rejoint les rangs d'Oud-Heverlee Leuven.

## Palmarès
- Championne de Belgique (1) : 2014 avec le Standard de Liège.
- Vainqueur de la Coupe de Belgique (1) : 2014 avec le Standard de Liège.
- Vainqueur de la Coupe de Belgique (1) : 2013 avec le Standard de Liège.

Elle a donc remporté trois titres.

## Statistiques
Ligue des Champions 2013-2014 : deux matchs avec le Standard de Liège.